# Squadra giamaicana di Coppa Davis
La squadra giamaicana di Coppa Davis rappresenta la Giamaica nella Coppa Davis, ed è posta sotto l'egida della Tennis Jamaica.
La squadra ha esordito nel 1988 e ad oggi il suo miglior risultato è il raggiungimento del Gruppo II della zona Americana.

## Organico 2019
Vengono di seguito illustrati i convocati per ogni singolo turno della Coppa Davis 2019. A sinistra dei nomi la nazione affrontata e il risultato finale. Fra parentesi accanto ai nomi, il ranking del giocatore nel momento della disputa degli incontri (la "d" indica che il ranking corrisponde alla specialità del doppio).
| Gruppo III - Round Robin | Gruppo III - Round Robin                                                                   |
| Panama (2–1)             | Rowland Phillips (f.r.*) Dominic Pagon (f.r.*) Dimitri Bird (f.r.*) Jacob Bicknell (f.r.*) |
| ------------------------ | ------------------------------------------------------------------------------------------ |

| Gruppo III - Round Robin | Gruppo III - Round Robin                                                                   |
| Trinidad e Tobago (2–1)  | Rowland Phillips (f.r.*) Dominic Pagon (f.r.*) Dimitri Bird (f.r.*) Jacob Bicknell (f.r.*) |
| ------------------------ | ------------------------------------------------------------------------------------------ |

| Gruppo III - Round Robin | Gruppo III - Round Robin                                                                   |
| Bermuda (2–1)            | Rowland Phillips (f.r.*) Dominic Pagon (f.r.*) Dimitri Bird (f.r.*) Jacob Bicknell (f.r.*) |
| ------------------------ | ------------------------------------------------------------------------------------------ |

| Gruppo III - Round Robin | Gruppo III - Round Robin                                                                   |
| Cuba (2–1)               | Rowland Phillips (f.r.*) Dominic Pagon (f.r.*) Dimitri Bird (f.r.*) Jacob Bicknell (f.r.*) |
| ------------------------ | ------------------------------------------------------------------------------------------ |

| Gruppo III - Round Robin | Gruppo III - Round Robin                                                                   |
| Honduras (2–1)           | Rowland Phillips (f.r.*) Dominic Pagon (f.r.*) Dimitri Bird (f.r.*) Jacob Bicknell (f.r.*) |
| ------------------------ | ------------------------------------------------------------------------------------------ |

| Gruppo III - Playoff 1º–4º Posto | Gruppo III - Playoff 1º–4º Posto                                                           |
| Costa Rica (0–2)                 | Rowland Phillips (f.r.*) Dominic Pagon (f.r.*) Dimitri Bird (f.r.*) Jacob Bicknell (f.r.*) |
| -------------------------------- | ------------------------------------------------------------------------------------------ |

* f.r. = Fuori Ranking

## Risultati
= Incontro del Gruppo Mondiale

### 2010-2019
| Anno | Turno                           | Data      | Sede                    | Avversario              | Punteggio | Esito     |
| ---- | ------------------------------- | --------- | ----------------------- | ----------------------- | --------- | --------- |
| 2010 | Gruppo III, Round Robin         | 7 luglio  | San Juan (PRI)          | Aruba                   | 2–1       | Vittoria  |
| 2010 | Gruppo III, Round Robin         | 9 luglio  | San Juan (PRI)          | Bahamas                 | 0–3       | Sconfitta |
| 2010 | Gruppo III, Round Robin         | 10 giugno | San Juan (PRI)          | Porto Rico              | 0–3       | Sconfitta |
| 2010 | Gruppo III, Playoff             | 11 giugno | San Juan (PRI)          | Haiti                   | 0–3       | Sconfitta |
| 2010 | Gruppo III, Playoff             | 11 giugno | San Juan (PRI)          | Bahamas                 | NG        | NG        |
| 2011 | Gruppo III, Round Robin         | 15 giugno | Santa Cruz (BOL)        | Costa Rica              | 0–3       | Sconfitta |
| 2011 | Gruppo III, Round Robin         | 16 giugno | Santa Cruz (BOL)        | Guatemala               | 0–3       | Sconfitta |
| 2011 | Gruppo III, Round Robin         | 17 giugno | Santa Cruz (BOL)        | Honduras                | 2–1       | Vittoria  |
| 2011 | Gruppo III, Playoff 1º-4º posto | 18 giugno | Santa Cruz (BOL)        | Aruba                   | 1–2       | Sconfitta |
| 2011 | Gruppo III, Playoff             | 19 giugno | Santa Cruz (BOL)        | Bahamas                 | 0–3       | Sconfitta |
| 2011 | Gruppo III, Playoff             | 19 giugno | Santa Cruz (BOL)        | Honduras                | NG        | NG        |
| 2012 | Gruppo III, Round Robin         | 18 giugno | Trinidad e Tobago (TTO) | Costa Rica              | 1–2       | Sconfitta |
| 2012 | Gruppo III, Round Robin         | 20 giugno | Trinidad e Tobago (TTO) | Bahamas                 | 2–1       | Vittoria  |
| 2012 | Gruppo III, Round Robin         | 21 giugno | Trinidad e Tobago (TTO) | Isole Vergini Americane | 3–0       | Vittoria  |
| 2012 | Gruppo III, Round Robin         | 22 giugno | Trinidad e Tobago (TTO) | Panama                  | 2–1       | Vittoria  |
| 2012 | Gruppo III, Playoff 5º–6º posto | 23 giugno | Trinidad e Tobago (TTO) | Trinidad e Tobago       | NG        | NG        |
| 2013 | Gruppo III, Round Robin         | 17 giugno | La Paz (BOL)            | Bermuda                 | 0–3       | Sconfitta |
| 2013 | Gruppo III, Round Robin         | 19 giugno | La Paz (BOL)            | Cuba                    | 2–1       | Vittoria  |
| 2013 | Gruppo III, Round Robin         | 21 giugno | La Paz (BOL)            | Paraguay                | 0–3       | Sconfitta |
| 2013 | Gruppo III, Playoff 5º–6º posto | 22 giugno | La Paz (BOL)            | Honduras                | 0–3       | Sconfitta |
| 2014 | Gruppo III, Round Robin         | 2 giugno  | Humacao (PRI)           | Porto Rico              | 0–3       | Sconfitta |
| 2014 | Gruppo III, Round Robin         | 4 giugno  | Humacao (PRI)           | Trinidad e Tobago       | 2–1       | Vittoria  |
| 2014 | Gruppo III, Round Robin         | 5 giugno  | Humacao (PRI)           | Costa Rica              | 0–3       | Sconfitta |
| 2014 | Gruppo III, Round Robin         | 6 giugno  | Humacao (PRI)           | Bermuda                 | 1–2       | Sconfitta |
| 2014 | Gruppo III, Playoff 7º–8º posto | 7 giugno  | Humacao (PRI)           | Panama                  | 2–1       | Sconfitta |
| 2015 | Gruppo III, Round Robin         | 20 luglio | Curundú (PAN)           | Bermuda                 | 2–1       | Vittoria  |
| 2015 | Gruppo III, Round Robin         | 21 luglio | Curundú (PAN)           | Guatemala               | 1–2       | Sconfitta |
| 2015 | Gruppo III, Round Robin         | 23 luglio | La Paz (BOL)            | Trinidad e Tobago       | 3–0       | Vittoria  |
| 2015 | Gruppo III, Round Robin         | 24 luglio | La Paz (BOL)            | Bahamas                 | 2–1       | Vittoria  |
| 2015 | Gruppo III, Playoff 1º–4º posto | 25 luglio | La Paz (BOL)            | Paraguay                | 0–2       | Sconfitta |
| 2016 | Gruppo III, Round Robin         | 11 luglio | La Paz (BOL)            | Cuba                    | 3–0       | Vittoria  |
| 2016 | Gruppo III, Round Robin         | 12 luglio | La Paz (BOL)            | Panama                  | 3–0       | Vittoria  |
| 2016 | Gruppo III, Round Robin         | 14 luglio | La Paz (BOL)            | Bolivia                 | 0–3       | Sconfitta |
| 2016 | Gruppo III, Playoff 1º–4º posto | 16 luglio | La Paz (BOL)            | Bahamas                 | 0–2       | Sconfitta |
| 2017 | Gruppo III, Round Robin         | 12 giugno | Montevideo (URY)        | Bermuda                 | 3–0       | Vittoria  |
| 2017 | Gruppo III, Round Robin         | 13 giugno | Montevideo (URY)        | Porto Rico              | 0–3       | Sconfitta |
| 2017 | Gruppo III, Round Robin         | 15 giugno | Montevideo (URY)        | Honduras                | 1–2       | Sconfitta |
| 2017 | Gruppo III, Round Robin         | 16 giugno | Montevideo (URY)        | Antigua e Barbuda       | 2–1       | Vittoria  |
| 2017 | Gruppo III, Playoff 1º–4º posto | 17 giugno | Montevideo (URY)        | Panama                  | 1–2       | Sconfitta |
| 2018 | Gruppo III, Round Robin         | 29 maggio | Escazú (CRC)            | Bermuda                 | 3–0       | Vittoria  |
| 2018 | Gruppo III, Round Robin         | 30 maggio | Escazú (CRC)            | Antigua e Barbuda       | 1–2       | Sconfitta |
| 2018 | Gruppo III, Round Robin         | 31 maggio | Escazú (CRC)            | Bahamas                 | 0–3       | Sconfitta |
| 2018 | Gruppo III, Round Robin         | 1 giugno  | Escazú (CRC)            | Honduras                | 2–1       | Vittoria  |
| 2018 | Gruppo III, Playoff 5º–6º posto | 2 giugno  | Escazú (CRC)            | Cuba                    | 0–2       | Sconfitta |
| 2019 | Gruppo III, Round Robin         | 17 giugno | Escazú (CRC)            | Panama                  | 2–1       | Vittoria  |
| 2019 | Gruppo III, Round Robin         | 18 giugno | Escazú (CRC)            | Trinidad e Tobago       | 2–1       | Vittoria  |
| 2019 | Gruppo III, Round Robin         | 19 giugno | Escazú (CRC)            | Bermuda                 | 2–1       | Vittoria  |
| 2019 | Gruppo III, Round Robin         | 20 giugno | Escazú (CRC)            | Cuba                    | 2–1       | Vittoria  |
| 2019 | Gruppo III, Round Robin         | 21 giugno | Escazú (CRC)            | Honduras                | 2–1       | Vittoria  |
| 2019 | Gruppo III, Playoff 1º–4º posto | 22 giugno | Escazú (CRC)            | Costa Rica              | 0–2       | Sconfitta |

## Andamento
La seguente tabella riflette l'andamento della squadra dal 1990 ad oggi.
| Pos.           | 90 | 91 | 92 | 93 | 94 | 95 | 96 | 97 | 98 | 99 | 00 | 01 | 02 | 03 | 04 | 05 | 06 | 07 | 08 | 09 | 10 | 11 | 12 | 13 | 14 | 15 | 16 | 17 | 18 | 19 |
| -------------- | -- | -- | -- | -- | -- | -- | -- | -- | -- | -- | -- | -- | -- | -- | -- | -- | -- | -- | -- | -- | -- | -- | -- | -- | -- | -- | -- | -- | -- | -- |
| Campione       |    |    |    |    |    |    |    |    |    |    |    |    |    |    |    |    |    |    |    |    |    |    |    |    |    |    |    |    |    |    |
| Finalista      |    |    |    |    |    |    |    |    |    |    |    |    |    |    |    |    |    |    |    |    |    |    |    |    |    |    |    |    |    |    |
| SF             |    |    |    |    |    |    |    |    |    |    |    |    |    |    |    |    |    |    |    |    |    |    |    |    |    |    |    |    |    |    |
| QF             |    |    |    |    |    |    |    |    |    |    |    |    |    |    |    |    |    |    |    |    |    |    |    |    |    |    |    |    |    |    |
| OF             |    |    |    |    |    |    |    |    |    |    |    |    |    |    |    |    |    |    |    |    |    |    |    |    |    |    |    |    |    |    |
| Qualificazioni | x  | x  | x  | x  | x  | x  | x  | x  | x  | x  | x  | x  | x  | x  | x  | x  | x  | x  | x  | x  | x  | x  | x  | x  | x  | x  | x  | x  | x  |    |
| Gruppo I       |    |    |    |    |    |    |    |    |    |    |    |    |    |    |    |    |    |    |    |    |    |    |    |    |    |    |    |    |    |    |
| Gruppo II      |    |    |    |    |    |    |    |    |    |    |    |    |    |    |    |    |    |    |    |    |    |    |    |    |    |    |    |    |    |    |
| Gruppo III     | x  | x  |    |    |    |    |    |    |    |    |    |    |    |    |    |    |    |    |    |    |    |    |    |    |    |    |    |    |    |    |
| Gruppo IV      | x  | x  | x  | x  | x  | x  | x  |    |    |    |    |    |    |    |    |    |    |    |    |    |    |    | x  | x  | x  | x  | x  | x  | x  | x  |

Legenda
- Campione: La squadra ha conquistato la Coppa Davis.
- Finalista: La squadra ha disputato e perso la finale.
- SF: La squadra è stata sconfitta in semifinale.
- QF: La squadra è stata sconfitta nei quarti di finale.
- OF: La squadra è stata sconfitta negli ottavi di finale (1º turno). Dal 2019 sostituito dal Round Robin.
- Qualificazioni: La squadra è stata sconfitta al turno di qualificazione. Istituito nel 2019.
- Gruppo I: La squadra ha partecipato al Gruppo I della propria zona di appartenenza.
- Gruppo II: La squadra ha partecipato al Gruppo II della propria zona di appartenenza.
- Gruppo III: La squadra ha partecipato al Gruppo III della propria zona di appartenenza.
- Gruppo IV: La squadra ha partecipato al Gruppo IV della propria zona di appartenenza.
- x: Ove presente, la x indica che in quel determinato anno, il Gruppo in questione non è esistito nella zona geografica di appartenenza della squadra.